# Abel Joseph Guillot
Pour les articles homonymes, voir Guillot.
Abel Joseph Guillot, né le 27 novembre 1760 à Angers (Maine-et-Loire), mort le 29 avril 1827 à Angers (Maine-et-Loire), est un colonel français de la Révolution et de l’Empire.

## États de service
Il entre en service le 28 mai 1780, comme soldat au 75e régiment d’infanterie, il passe caporal le 3 septembre 1781, sergent le 2 octobre 1782, et il est congédié par ancienneté le 6 juin 1788. 
Le 15 septembre 1791, il est élu capitaine des grenadiers du 1er bataillon de Mayenne-et-Loire, il devient chef de bataillon le 7 septembre 1792, à l’armée du Nord. Il sert à l’avant-garde de l’armée du Centre sous les ordres du général Latour-Maubourg, et il participe au siège de Verdun du 29 août au 2 septembre 1792, à la Bataille de Jemappes le 6 novembre 1792 et au siège de Maastricht le 10 mars 1793. 
Il est proposé pour le grade de général de brigade le 27 janvier 1794, à l’armée des Alpes, mais cette proposition reste ignorée et son grade jamais accordé. Affecté à l’armée des Pyrénées orientales, il commande une brigade au siège de Roses, de novembre 1794 à février 1795. Il est nommé chef de brigade provisoire par le général en chef Bonaparte le 21 décembre 1796 à la 85e demi-brigade d’infanterie de ligne. Il est fait prisonnier par les Autrichiens le 15 janvier 1797, à la bataille de Rivoli. 
Libéré, il est confirmé dans son grade par arrêté du Directoire exécutif le 6 avril 1798. Il se trouve à la bataille de Novi, le 15 août 1799, puis le 3 octobre 1799, il commande le 5e régiment d’infanterie de ligne à Chiusa, lorsqu’il se fait surprendre par le général autrichien Laudon et est capturé. Le 7 octobre 1799, le général Championnet, le démet de ses fonctions pour manquement au devoir et négligence face à l’ennemi.
Libéré le 26 janvier 1801, à la suite d'un échange des prisonniers de guerre, il prend les fonctions de sous-inspecteur aux revues le 28 février 1802. Le 29 septembre 1804, il assume les mêmes fonctions dans la 9e division militaire, puis dans la 11e division militaire. Le 24 septembre 1809, il est affecté à l’armée de Naples, le 1er novembre 1809, il rejoint la 30e division militaire à Rome, et le 5 avril 1813, il est sous-inspecteur de 2e classe aux revues dans cette ville.
De retour en France le 10 mars 1814, il est fait chevalier de la Légion d’honneur le 12 octobre 1814, lors de la première restauration. Pendant les Cent-Jours, il est sous-inspecteur aux revues à Agen. Il est admis à la retraite le 9 décembre 1815.
Le 1er juillet 1816, il est nommé provisoirement lieutenant-colonel de la légion de la garde national d’Angers et il est fait chevalier de Saint-Louis.
Il est le frère du général François Gilles Guillot, (1759-1818).

## Sources
- (en) « Generals Who Served in the French Army during the Period 1789 - 1814: Eberle to Exelmans »
- Thierry Pouliquen, « Les généraux français et étrangers ayant servis [sic] dans la Grande Armée » (consulté le 30 décembre 2013)
- « Cote LH/1241/48 », base Léonore, ministère français de la Culture
- (pl) « Napoléon.org.pl »